# 린다 음부시
린다 음부시(Linda Mvusi, 1955년 ~ )는 남아프리카 공화국의 배우, 건축가이다.

## 참여 작품
- 월드 아파트 (1988년)